# Szugimoto Kenjú
Szugimoto Kenjú (杉本健勇; Ken'yū Sugimoto; Oszaka, 1992. november 18. –) japán labdarúgó, a Kawasaki Frontale csatára.

## Pályafutása
Részt vett a 2012-es londoni olimpián, ahol negyedik helyezést ért el a japán U23-as válogatott tagjaként. 2017–18-ban nyolc alkalommal szerepelt a japán válogatottban és egy gólt szerzett.